# Arsène Alancourt
Arsène Alancourt (Parigi, 29 febbraio 1892 – Clichy, 20 aprile 1965) è stato un ciclista su strada francese.
Professionista dal 1922 al 1928, conta la vittoria di una tappa al Tour de France.

## Carriera
Ottenne quattro vittorie in sette anni di professionismo, la più importante una tappa al Tour de France 1924. Partecipò a sei edizioni del Tour de France, con due piazzamenti nei primi dieci, e fu quarto alla Parigi-Tours nel 1922 e alla Parigi-Bruxelles nel 1923.

## Palmarès
- 1924 (La Française, 1 vittoria)

13ª tappa Tour de France (Strasburgo > Metz)
- 1927 (Thomann, Dilecta e Alleluia, 2 vittorie)

Paris - Contres
Paris - Vichy
- 1928 (Alleluia, 1 vittoria)

1ª tappa Tour du Sud-Est

## Piazzamenti

### Grandi Giri
- Tour de France

1922: 13º
1923: 5º
1924: 7º
1926: ritirato (13ª tappa)
1927: ritirato (9ª tappa)
1928: ritirato (9ª tappa)

### Classiche monumento
- Milano-Sanremo

1926: 11º
- Parigi-Roubaix

1922: 24º
1924: 33º